# Buenos Aires (Santa Cruz de Tenerife)
Buenos Aires es un barrio de la ciudad de Santa Cruz de Tenerife (Tenerife, Canarias, España), que se encuadra administrativamente dentro del distrito de Ofra-Costa Sur. 
Limita al norte con la autopista del Norte de Tenerife y la autopista del Sur de Tenerife, al este con el barrio de Los Llanos, al sur con el mar y al oeste con Añaza. La mayor parte de la superficie del barrio se encuentra ocupada por la Refinería de Santa Cruz de Tenerife y por polígonos industriales. También se encuentra en este barrio el Pabellón Pancho Camurria.

## Demografía
| 2004 | 2005 | 2006 | 2007 | 2008 | 2009 | 2010 | 2014 |
| ---- | ---- | ---- | ---- | ---- | ---- | ---- | ---- |
| 350  | 343  | 332  | 320  | 325  | 310  | 323  | 287  |

## Transportes
En guagua queda conectado mediante las siguientes líneas de Titsa: 
| Línea | Trayecto                                        | Recorrido | Frecuencia |
| ----- | ----------------------------------------------- | --------- | ---------- |
| 906   | Intercambiador - Bº La Salud (Cuesta de Piedra) | Recorrido | 30 minutos |
| 908   | Intercambiador - Ofra (Las Retamas)             | Recorrido | Varía      |